# 다이나믹 듀오
다이나믹 듀오(영어: Dynamicduo, 약칭 다듀)는 대한민국의 2인조 힙합 그룹이다.

## 약력
K.O.D의 멤버로 데뷔한 뒤 CB 매스 활동을 거친 후, 2003년 5월 6일 CB 매스가 커빈의 횡령 사건으로 인해 공식적으로 해체하면서, 개코와 최자가 2004년에 지금의 다이나믹 듀오를 결성하였다. 2013년까지 무브먼트(Movement) 소속이었으며, 아메바 컬쳐의 설립에 참여했다.
결성 후 당시 소속사였던 갑 엔터테인먼트에서 1집Taxi Driver를 발매하여 Ring My Bell로 큰 성공을 거두고, 2005년, 2집 Double Dynamite를 발매하여 정인이 피쳐링한 고백(Go Back)으로 인기를 끌었다. 2년 공백 후 2007년, 갑 엔터테인먼트와 결별한 뒤 자신들의 독립 레이블인 아메바컬쳐를 설립하였고, 3집 Enlightened를 발매하여 〈출첵〉으로 성공하였으며 2008년 4집 Last Days를 발매한 뒤 원더걸스, 에이트, 슈프림 팀 등 여러 아티스트와 함께 작업하며 싱글 음반을 발매하였다. 2009년 10월에는, 5집 Band of Dynamic Brothers를 발매 후 개코와 최자는 동반 군입대를 하면서 그룹의 활동을 중단하였다.
이후 2011년 8월 7일 군제대와 동시에, 곧바로 음반 작업에 돌입했으며 11월 17일 자정 6집 DIGILOG 1/2의 선공개 곡 〈해뜰때까지만 (Girl)〉을 공개하였다. 원래 10주년 기념 베스트 앨범을 발표하려 했으나 급하게 계획을 수정하고 2011년 11월 25일 6집 DIGILOG 1/2 발매와 데뷔 10주년을 맞아 역사를 담은 전시회를 개최한다. 연이어 2012년 1월 4일 6집 두 번째 DIGILOG 2/2가 한 달 간격 후속으로 발매하게 된다. 소속 아티스트 Simon D, Primary, 리듬파워와 같이 아메바 컬쳐 라인업을 굳힌 2012년 1월 레이블 콘서트 "2012 Amebahood Concert" 전국투어를 개최한다. 한편, E-SENS가 마리화나를 흡연했다는 사건으로 인하여 E-SENS가 출연하였던 〈불타는 금요일〉 뮤직비디오는 공개되지 못했다.
다이나믹 듀오는 거칠고 엇박이 많은 음악들만을 소화했던 CB 매스 시절과는 달리 주로 경쾌하면서 정박 플로우를 이용한 곡들을 선보이고 있다.

## 구성원
| 이름 | 소개 |
| ---- | --- |
| 최자 | - 본명 : 최재호 - 생년월일 : 1980년 3월 17일(45세) - 출생지 : 대한민국 서울특별시 강남구 신사동 - 학력 : 세종대학교 호텔경영학과 - 포지션 : 래퍼 - 활동기간 : 2004년 ~ 현재                      |
| 개코 | - 본명 : 김윤성 - 생년월일 : 1981년 1월 14일(44세) - 출생지 : 대한민국 서울특별시 강남구 신사동 - 학력 : 홍익대학교 세종캠퍼스 광고커뮤니케이션디자인 - 포지션 : 래퍼 - 활동기간 : 2004년 ~ 현재 |

## 음반 목록
- 2004년 5월 17일 정규 1집 《Taxi Driver》
- 2005년 10월 26일 정규 2집 《Double Dynamite》
- 2007년 5월 30일 정규 3집 《Enlightened》
- 2007년 6월 23일 디지털 싱글 《동전 한 닢 Remix》
- 2007년 10월 30일 《Love is Enlightened (Repackge)》
- 2008년 8월 19일 《Last Days : 한정판》
- 2008년 8월 21일 정규 4집 《Last Days》
- 2008년 11월 10일 《Newways Always (GONE)》
- 2009년 2월 24일 《Ballad for Fallen Soul Part.1》
- 2009년 9월 24일 《Triple Dynamite (0CD VS Gaeko)》
- 2009년 10월 7일 정규 5집 《Band of Dynamic Brothers》
- 2011년 11월 18일 《DYNAMICDUO 6th DIGILOG 1/2 선공개 - 《해뜰때까지만 (Girl)》》
- 2011년 11월 25일 정규 6집 《DYNAMICDUO 6th DIGILOG 1/2》
- 2012년 1월 4일 정규 6집 《DYNAMICDUO 6th DIGILOG 2/2》
- 2013년 7월 1일 정규 7집 《LUCKYNUMBERS》
- 2014년 6월 17일 《CustoMIC Prologue》
- 2014년 7월 16일 《A Giant Step》
- 2014년 12월 5일 《싱숭생숭 (SsSs)》
- 2015년 10월 28일 《투유 프로젝트 - 슈가맨 Part 2》
- 2015년 11월 18일 정규 8집 《Grand Carnival》
- 2016년 11월 22일 《마음의 소리 OST Part 4》
- 2018년 2월 7일 《봉제선》
- 2018년 11월 12일 《북향》
- 2019년 8월 7일 《BLUE》
- 2019년 11월 26일 정규 9집 《OFF DUTY》
- 2020년 11월 3일 《SOON》
- 2023년 6월 23일 & 8월 28일 《2 Kids On The Block - Part.1 , Part.2》
- 2023년 9월 5일 《Smoke (Prod. Dynamicduo, Padi)》
- 2023년 11월 2일 《Smoke Remix (Prod. Dynamicduo, Padi)》
- 2024년 3월 28일 정규 10집 《2 Kids On The Block》

## 음반 외 활동

### 드라마
- 2012년 SBS 《도롱뇽도사와 그림자 조작단》 - 카메오 출연
- 2017년 《아이돌 드라마 공작단》 - 카메오 출연

### 예능
- 2008년 Mnet 《밥퍼스》
- 2009년 SBS 《김정은의 초콜릿》[2]
- 2009년 EBS 《스페이스 공감》[2]
- 2009년 KBS2 《유희열의 스케치북》[2]
- 2011년 SBS 《런닝맨》 게스트 (59회)[3]
- 2011년, 2012년 채널A 《K-PopCon》 2회, 7회
- 2012년 TV조선 《P.S. I Love You 박정현》 5회
- 2013년 SBS 《런닝맨》 게스트 (177회)
- 2014년 KBS2 《인간의 조건》 - 고정 출연
- 2015년 JTBC 《투유 프로젝트 - 슈가맨》 게스트
- 2017년 Mnet 《Show Me The Money 6》 - 심사위원 겸 프로듀서
- 2017년 OLIVE 《원나잇 푸드트립》
- 2017년 tvN 《수요미식회》 게스트 (147회)
- 2018년 KBS2 《1%의 우정》
- 2019년 Mnet 《Show Me The Money 8》 - 방청객 겸 특별 심사위원
- 2020년 Mnet 《보이스 코리아 2020》 코치
- 2020년 Mnet 《Show Me The Money 9》 - 심사위원 겸 프로듀서
- 2021년 Mnet 《Show Me The Money 10》 - 조광일 가리온 피처링 / +82 프로듀싱
- 2022년 KBS2 《Listen Up》 MC
- 2023년 tvN 《놀라운 토요일》 게스트

### 기타
- 2012년 SBS 《2012 SBS 가요대전》 (With 에픽하이, 사이먼 도미닉)
- 2021년 Mnet 《2021 MAMA》(With 기리보이, 팔로알토, 릴보이, 저스디스, 이영지, 조광일)

### CF
- BC카드 (CM송)
- 더 카트 골프

### 영화
| 연도 | 제목     | 역할 | 비고   |
| ---- | -------- | ---- | ------ |
| 2017 | 특별시민 | 본인 | 카메오 |

## 수상 내역
| 연도   | 수상 내역 |
| ------ | --- |
| 2004년 | - 대한민국 영상대상 우수상 (뮤직비디오 부문) |
| 2006년 | - 제3회 한국대중음악상 최우수 힙합 앨범상 - 《Double Dynamite》 - SBS 가요대전 힙합부문상 |
| 2007년 | - M.net KM Music Festival 뮤직비디오 작품상 - 출첵 - 제 22회 골든디스크 힙합상 - 출첵 |
| 2009년 | - 제6회 한국대중음악상 최우수 힙합 노래상 - 어머니의 된장국 |
| 2012년 | - 제4회 멜론 뮤직 어워드 뮤직스타일상 랩힙합부문 |
| 2013년 | - 스타일아이콘어워즈 본상 - 제5회 멜론 뮤직 어워드 Top 10 - 제15회 M.net Asian Music Awards 베스트 랩 퍼포먼스 상 - BAAAM - 제1회 대한민국 K-HIPHOP문화페스티벌 올해의 힙합문화인상 가수부문 - 제8회 에이어워즈 패션부문 |
| 2014년 | - 제23회 하이원 서울가요대상 힙합상 - 제3회 가온차트 K-POP 어워드 올해의 가수상 음악부문 7월 |
| 2017년 | - 제9회 멜론뮤직어워드 뮤직스타일상 랩힙합부문 - Mnet 아시안 뮤직 어워드 베스트 콜라보레이션상 - 제5회 한류힙합문화대상 대상 - KOMCA 아티스트상                                                                          |
| 2024년 | - 1월 2일 제33회 하이원 서울가요대상 R&B 부문 힙합상 |

### 가요 프로그램 1위
| 연도            | 수상 내역 (총 7회) |
| --------------- | --- |
| 2013년 (총 5회) | - BAAAM (총 4회) - 7월 10일 MBC MUSIC 《쇼챔피언》 챔피언송 - 7월 11일 M.net 《엠카운트다운》 1위 - 7월 12일 KBS 《뮤직뱅크》 K-Chart 1위 - 7월 13일 MBC 《쇼음악중심》 1위 - 7월 14일 SBS 《인기가요》 1위 |
| 2015년 (총 2회) | - 꿀잼 (총 2회) - 11월 26일 M.net 《엠카운트다운》 1위 - 12월 2일 MBC MUSIC 《쇼챔피언》 챔피언송 (녹화방송)                                                                                                |